# Ottavio Ridolfi
Ottavio Ridolfi (Roma, 24 de março de 1582 - Agrigento, 6 de julho de 1624) foi um cardeal do século XVII

## Biografia
Nasceu em Roma em 24 de março de 1582. Batizado  na igreja de S. Giovanni de' Fiorentini, Roma. Filho de Giovanfrancesco Ridolfi, senador florentino, e Costanza Ugolini. Irmão de Ludovico Ridolfi, bispo de Patti, e Niccolò Ridolfi, OP, mestre do Palácio Sagrado no pontificado do Papa Gregório XV e mestre geral de sua ordem. Seu sobrenome também está listado como Rodolfi, de Ridolfi, Rodulphus e Rodolfo. Parente do cardeal Nicolò Ridolfi (1517).
Obteve o doutorado in utroque iure , direito canônico e civil.
Governador de Cesena, 16 de junho de 1604. Referendário dos Tribunais da Assinatura Apostólica da Justiça e da Graça, 18 de dezembro de 1604. Governador de Foligno, 16 de julho de 1605. Governador de Rimini, 19 de novembro de 1607. Governador de Faenza, 1608. Governador de Forlì, 1610.
Ordenado em 14 de agosto de 1612, Roma.
Eleito bispo de Ariano, em 1º de outubro de 1612. Consagrado (sem informações encontradas). Vice-governador de Benevento, 1617. Vice-governador de Fermo, 26 de abril de 1621.
Criado cardeal sacerdote no consistório de 5 de setembro de 1622; recebeu o gorro vermelho e o título de S. Agnese in Agone, em 26 de outubro de 1622. Transferido para a sé de Agrigento, na Sicília, em 20 de março de 1623. Participou do conclave de 1623, que elegeu o Papa Urbano VIII. Optou pela diaconia de S. Agata em Suburra, pro illa vice elevada a título, 27 de outubro de 1623.
Morreu em Agrigento em 6 de julho de 1624, às 3 horas da manhã. Enterrado junto ao altar-mor da catedral de Agrigento (2) . A notícia de sua morte chegou a Roma em 25 de julho de 1624.